# Liste d'élections en 1904
Chronologie des élections
- 1900
- 1901
- 1902
- 1903
- 1904
- 1905
- 1906
- 1907
- 1908

Cet article recense les élections organisées durant l'année 1904.

## Élections nationales en 1904
Cette section concerne les élections législatives et présidentielles dans un état souverain, éventuellement fédéral, ainsi que leurs principaux référendums.
| Date                           | État               | Élection ou référendum | Contexte                                                             | Résultat |
| ------------------------------ | ------------------ | ---------------------- | -------------------------------------------------------------------- | --- |
| 1904                           | Équateur           | Législatives (es)      |                                                                      | Cette section est vide, insuffisamment détaillée ou incomplète. Votre aide est la bienvenue ! Comment faire ?                   |
| 2 février                      | Colombie           | Présidentielle         |                                                                      | Cette section est vide, insuffisamment détaillée ou incomplète. Votre aide est la bienvenue ! Comment faire ?                   |
| 4 février 1904 - 20 avril 1905 | États-Unis         | Sénat (en)             |                                                                      | Voir l'article Liste d'élections en 1905                                                                                        |
| 28 février                     | Cuba (1902 – 1959) | Législatives (en)      |                                                                      | Cette section est vide, insuffisamment détaillée ou incomplète. Votre aide est la bienvenue ! Comment faire ?                   |
| 1er mars                       | Japon              | Générales (en)         |                                                                      | Cette section est vide, insuffisamment détaillée ou incomplète. Votre aide est la bienvenue ! Comment faire ?                   |
| 13 mars                        | Argentine          | Législatives (es)      |                                                                      | Cette section est vide, insuffisamment détaillée ou incomplète. Votre aide est la bienvenue ! Comment faire ?                   |
| 1904                           | Argentine          | Sénatoriales (en)      |                                                                      | Cette section est vide, insuffisamment détaillée ou incomplète. Votre aide est la bienvenue ! Comment faire ?                   |
| 15 mars                        | Guatemala          | Présidentielle         |                                                                      | Cette section est vide, insuffisamment détaillée ou incomplète. Votre aide est la bienvenue ! Comment faire ?                   |
| 10 avril                       | Argentine          | Présidentielle (en)    |                                                                      | Cette section est vide, insuffisamment détaillée ou incomplète. Votre aide est la bienvenue ! Comment faire ?                   |
| 2 mai                          | Bolivie            | Présidentielle (es)    |                                                                      | Cette section est vide, insuffisamment détaillée ou incomplète. Votre aide est la bienvenue ! Comment faire ?                   |
| 5 mai                          | Venezuela          | Présidentielle (es)    |                                                                      | Cette section est vide, insuffisamment détaillée ou incomplète. Votre aide est la bienvenue ! Comment faire ?                   |
| 27 mai                         | Belgique           | Législatives           |                                                                      | Cette section est vide, insuffisamment détaillée ou incomplète. Votre aide est la bienvenue ! Comment faire ?                   |
| 26 juin                        | Portugal           | Législatives (en)      |                                                                      | Cette section est vide, insuffisamment détaillée ou incomplète. Votre aide est la bienvenue ! Comment faire ?                   |
| 11 juillet                     | Mexique            | Générales (en)         |                                                                      | Cette section est vide, insuffisamment détaillée ou incomplète. Votre aide est la bienvenue ! Comment faire ?                   |
| 3 août                         | Pays-Bas           | 1re Chambre (nl)       |                                                                      | Cette section est vide, insuffisamment détaillée ou incomplète. Votre aide est la bienvenue ! Comment faire ?                   |
| 9 - 12 août                    | Pérou              | Présidentielle (es)    |                                                                      | Cette section est vide, insuffisamment détaillée ou incomplète. Votre aide est la bienvenue ! Comment faire ?                   |
| 6 - 13 novembre                | Italie             | Législatives           |                                                                      | Cette section est vide, insuffisamment détaillée ou incomplète. Votre aide est la bienvenue ! Comment faire ?                   |
| 8 novembre                     | États-Unis         | Présidentielle         |                                                                      | Cette section est vide, insuffisamment détaillée ou incomplète. Votre aide est la bienvenue ! Comment faire ?                   |
| 8 novembre                     | États-Unis         | Chambre (en)           |                                                                      | Cette section est vide, insuffisamment détaillée ou incomplète. Votre aide est la bienvenue ! Comment faire ?                   |
| 13 novembre                    | Canada             | Fédérales              | Élections de la 10e législature à la Chambre des communes du Canada. | Les libéraux de Wilfrid Laurier sont réélus avec un troisième mandat majoritaire, défaisant les conservateurs de Robert Borden. |

## Élections en subdivisions nationales en 1904
Cette section concerne les élections législatives dans un État fédéré, une subdivision territoriale ou une colonie d'un État souverain, ainsi que leurs principaux référendums.
| Date                      | Subdivision            | État               | Élection ou référendum | Contexte | Résultat |
| ------------------------- | ---------------------- | ------------------ | ---------------------- | -------- | --- |
| Janvier - février         | Colonie du Cap         | Empire britannique | Législatives (en)      |          | Cette section est vide, insuffisamment détaillée ou incomplète. Votre aide est la bienvenue ! Comment faire ? |
| 14 janvier                | Malte                  | Empire britannique | Générales (en)         |          | Cette section est vide, insuffisamment détaillée ou incomplète. Votre aide est la bienvenue ! Comment faire ? |
| 24 février                | Malte                  | Empire britannique | Générales (en)         |          | Cette section est vide, insuffisamment détaillée ou incomplète. Votre aide est la bienvenue ! Comment faire ? |
| Mars                      | Suriname               | Pays-Bas           | Législatives (nl)      |          | Cette section est vide, insuffisamment détaillée ou incomplète. Votre aide est la bienvenue ! Comment faire ? |
| 23 mars - 29 décembre     | Suède                  | Suède-Norvège      | 1re Chambre (sv)       |          | Cette section est vide, insuffisamment détaillée ou incomplète. Votre aide est la bienvenue ! Comment faire ? |
| 12 avril                  | Malte                  | Empire britannique | Générales (en)         |          | Cette section est vide, insuffisamment détaillée ou incomplète. Votre aide est la bienvenue ! Comment faire ? |
| 1er juin                  | Victoria               | Australie          | Législatives (en)      |          | Cette section est vide, insuffisamment détaillée ou incomplète. Votre aide est la bienvenue ! Comment faire ? |
| 28 juin                   | Australie-Occidentale  | Australie          | Législatives (en)      |          | Cette section est vide, insuffisamment détaillée ou incomplète. Votre aide est la bienvenue ! Comment faire ? |
| 6 août                    | Nouvelle-Galles du Sud | Australie          | Législatives (en)      |          | Cette section est vide, insuffisamment détaillée ou incomplète. Votre aide est la bienvenue ! Comment faire ? |
| 27 août                   | Queensland             | Australie          | Législatives (en)      |          | Cette section est vide, insuffisamment détaillée ou incomplète. Votre aide est la bienvenue ! Comment faire ? |
| 31 octobre                | Terre-Neuve            | Empire britannique | Générales (en)         |          | Cette section est vide, insuffisamment détaillée ou incomplète. Votre aide est la bienvenue ! Comment faire ? |
| 8 novembre                | Porto Rico             | États-Unis         | Générales (es)         |          | Cette section est vide, insuffisamment détaillée ou incomplète. Votre aide est la bienvenue ! Comment faire ? |
| 25 novembre               | Québec                 | Canada             | Générales              |          | Cette section est vide, insuffisamment détaillée ou incomplète. Votre aide est la bienvenue ! Comment faire ? |
| 30 novembre - 19 décembre | Lippe                  | Empire allemand    | Législatives (de)      |          | Cette section est vide, insuffisamment détaillée ou incomplète. Votre aide est la bienvenue ! Comment faire ? |
| 7 décembre                | Île-du-Prince-Édouard  | Canada             | Générales (en)         |          | Cette section est vide, insuffisamment détaillée ou incomplète. Votre aide est la bienvenue ! Comment faire ? |